# Michael Eder (Skirennläufer)
Michael Eder (* 23. Mai 1961 in Berchtesgaden) ist ein ehemaliger deutscher Skirennläufer. 

## Biographie
Eder stammt aus Bischofswiesen. Seine ersten Weltcuppunkte gewann er am 7. Dezember 1984 beim Super-G von Puy-Saint-Vincent. Bereits wenige Wochen später erreichte er mit Rang 5 beim Super-G von Garmisch-Partenkirchen seine beste Platzierung im Weltcup. Auf seinen drittplatzierten Teamkollegen Hans Stuffer fehlten ihm dabei nur 9 Hundertstelsekunden. 
Aufgrund dieser Leistungen wurde Eder für die Weltmeisterschaften in Bormio nominiert, wo er allerdings im Riesenslalom ausschied.
Im darauffolgenden Winter konnte sich Eder in der Weltspitze im Super-G sowie im Riesenslalom etablieren. 1987 belegte er bei den Weltmeisterschaften 1987 im Riesenslalom den 6. sowie im Super-G den 8. Platz.
1988 wurde Eder für die Olympischen Winterspiele in Calgary nominiert, wobei er jedoch bei seinem einzigen Start im Super-G ausschied.
Nach der Saison 1988/89 beendete Eder seine aktive Karriere als Skirennläufer.
Eders Sohn Dominik Schwaiger war ebenfalls als Skirennläufer aktiv.

## Erfolge

### Olympische Winterspiele
- Calgary 1988: DNF Super-G

### Weltmeisterschaften
- Bormio 1985: DNF Riesenslalom
- Crans-Montana 1987: 6. Riesenslalom, 8. Super-G
- Vail 1989: 19. Riesenslalom[5], 24. Super-G[6]

### Weltcup
- 4 Platzierungen unter den besten 5